# Ефтіміос Рендзіас
Ефті́міос (або Ефті́міс) Рендзіа́с (грец. Ευθύμιος Ρεντζιάς; народився 11 січня 1976, Трикала, Греція) — грецький професіональний баскетболіст. Обраний клубом «Денвер Наггетс» під 23-м номером у першому раунді драфту 1996. В НБА грав за клуб «Філадельфія Севенті-Сіксерс». Виступав за національну збірну Греції, у складі якої брав участь в чемпіонатах світу 1994 і 1998 та чемпіонаті Європи 2003.

## Рання кар'єра
Рендзіас розпочав свою баскетбольну кар'єру в юнацькій команді «Данаос», в місцевому клубі Трикали. Розпочав професіональну кар'єру у віці 17 років у клубі ПАОК, дебютувавши в Грецькій лізі в сезоні 1993—94. У складі ПАОКа став володарем Кубка Корача в сезоні 1993—94 і Кубка Греції в сезоні 1994—95. В 1995 році був названий MVP чемпіонату Європи для юнаків віком до 19 років, допомігши збірній Греції здобути золоті нагороди турніру.

## Пізня кар'єра
Ефтіміос Рендзіас був обраний клубом НБА «Денвер Наггетс» під 23-м номером у першому раунді драфту 1996. Однак через дійсний контракт з ПАОКом, він не міг виступати в НБА. Згодом він перейшов до «Барселони» в сезоні 1997—98. У своєму останньому сезоні за «Барселону» (2001—02) Рендзіас набирав в середньому 9.2 очок за гру, 3.5 підбирань, проводив на майданчику 17.3 хвилин, а загалом провів 51 гру в Іспанській лізі та Євролізі.